# مانو (هندوسية)
مانو (بالسنسكريتية: मनु)‏، و(بالإنجليزية: Manu)‏، هو مصطلح له معانٍ مختلفة في الهندوسية. ففي النصوص المبكرة، يشير إلى الإنسان النموذجي (آركتايب)، أو إلى الإنسان الأول (سلف البشرية). والمصطلح السنسكريتي لكلمة "الإنسان" هي (मानव) وتعني "لمانو" أو "أبناء مانو". وفي نصوص لاحقة، مانو هو عنوان أو اسم لأربعة عشر حكامًا على الأرض، أو بدلاً من ذلك كرئيس للأسر الحاكمة التي تبدأ بكل كالبا دورية (دهر) عندما يولد الكون من جديد. ويعتبر مانو - سفايامبوفا (Manu - Svayambhuva)، الابن الروحي لبراهما.

## الأسطورة
مانو في الأساطير الهندية هو بطل الطوفان؛ فقد ظهر له الإله فيشنو متجسدًا على شكل سمكة ذهبية داخل إناء من الماء، فحذرت السمكة مانو بأن طوفانًا سيقع قريبًا، ولما كبر حجم السمكة وضعها في البحر، وقام ببناء سفينة. ولما حدث الطوفان، قادت السمكة السفينة التي يوجد مانو على متنها إلى جبال همافات أو الهيميلايا، وبعدها وهبته الآلهة زوجة فأصبح أب الجنس البشري الحالي.

## قوانين مانو
ويعتبر مانو مؤسس النظام الاجتماعي، وتنسب إليه مجموعة من الحكم والمواعظ والآيات والتي أصبحت تعرف بقوانين مانو، وقد جمعت في القرن الثاني قبل الميلاد كما هو مقدر تاريخيًا.

## روابط خارجية
- Manu in Vedic scripture